# Working on a Dream
《Working on a Dream》은 2009년 1월 27일, 컬럼비아 레코드를 통해 발매된 미국의 싱어송라이터 브루스 스프링스틴의 열여섯 번째 스튜디오 음반이다. 2010년 9월, 현재 미국에서 58만 5천 장 이상 팔리며 전 세계적으로 3백만 장 이상이 팔렸다.

## 테마
처음 두 곡의 발매는 《뉴욕 타임스》가 스프링스틴을 그의 이전 음반 《Magic》보다 "더 희망적이고 덜 암울하다"고 선언하도록 자극했다. E 스트리트 밴드의 기타리스트 스티븐 밴 잰트는 《Working on a Dream》을 《The Rising》과 《Magic》의 3부작의 일부로 본다. "그것들은 사운드, 개념, 그리고 글쓰기 스타일 면에서 함께 이치에 맞습니다. 이 세 개의 레코드는 팝 록 형태에 더 큰 영향을 미쳤는데, 이것은 다른 두 개의 레코드보다 더 많은 것입니다."
청취자들은 전반적으로 스프링스틴의 가장 다양한 노력 중 하나로 여겼다. 〈The Last Carnival〉이 1973년의 《The Wild, the Innocent & the E Street Shuffle》의 〈Wild Billy's Circus Story〉의 속편으로 해석되었기 때문에 이 음반은 스프링스틴의 이전의 노력 중 일부를 상기시킨다. 월 오브 사운드, 걸 그룹, 브리티시 인베이전 시대의 톱 40, 브라이언 윌슨과 《Pet Sounds》, 버즈와 〈Eight Miles High〉에서 파생된 것을 포함하여 1960년대 프로덕션의 번영은 어디에나 존재한다.

## 발매 및 반응
| 전문가 평가          | 전문가 평가 |
| 총 점수              | 총 점수     |
| 출처                 | 점수        |
| -------------------- | ----------- |
| 메타크리틱           | 72/100      |
| 평가 점수            |             |
| 출처                 | 점수        |
| Allmusic             | [ 7 ]       |
| Blender              | [ 8 ]       |
| Billboard            | (favorable) |
| Chicago Tribune      | [ 10 ]      |
| Entertainment Weekly | (A)         |
| The Guardian         | [ 12 ]      |
| NME                  | [ 13 ]      |
| musicOMH             | [ 14 ]      |
| Pitchfork            | (5.8/10)    |
| PopMatters           | [ 16 ]      |
| Rolling Stone        | [ 17 ]      |
| Spin                 | [ 18 ]      |

《Working on a Dream》은 발매 첫 주에 224,000장이 팔리며 빌보드 200 차트에서 1위로 데뷔했고, 테일러 스위프트의 《Fearless》가 7주 연속 공연한 기록을 깼다. 이 음반은 미국에서 스프링스틴의 9번째 1위 음반이었다. 이는 비틀즈 (19위), 제이Z (11위), 엘비스 프레슬리 (10위)만이 4번째로 높은 합계로 롤링 스톤스와 동률을 이뤘다. 《Working on a Dream》은 또한 《빌보드》 톱 록 음반 차트, 톱 디지털 음반 차트, 톱 인터넷 음반 차트에서 1위로 데뷔했다.
전체적으로, 전 세계 17개국에서 1위에 올랐고, 거의 모든 곳에서 톱 10에 올랐다.
《Working on a Dream》에 대한 비판적인 반응은 엇갈렸다. 《롤링 스톤》은 그것을 5성급으로 매겼고 규모와 야망 면에서 1975년의 《Born to Run》과 비교했다. 그러나 《로스엔젤레스 타임스》의 작가 앤 파워스는 "꿈에 대한 작업에 대해 말할 수 있는 가장 좋은 것은 그것이 떠들썩하게 산란하고, 흥분될 정도로 나쁘다는 것이다"라고 말했다. 《시카고 트리뷴》의 그레그 코트는 이 음반에 대해 매우 비판적이었으며, "유치"하거나 자기 패러디한 순간들을 지적했다. 그러나 그는 〈The Last Carnival〉과 〈The Wrestler〉에서 두 개의 하이라이트를 선정하면서 "이 두 곡의 닫는 노래는 그의 게임의 정상에 가까운 스프링스틴을 나타내며, 의도치 않게 음반의 나머지 부분에는 무엇이 부족한지를 드러낸다"고 덧붙였다.
리뷰 애그리게이터 메타크리틱은 이 음반이 전체 가중 평균점수 100점 만점에 72점으로 2000년대에 발매된 스프링스틴의 6장 음반 중 가장 낮은 점수를 받은 것으로 계산했다.

## 곡 목록
모든 곡들은 브루스 스프링스틴에 의해 작사/작곡하였다.
| #   | 제목                         | 재생 시간 |
| --- | ---------------------------- | --------- |
| 1.  | 〈Outlaw Pete〉              | 8:00      |
| 2.  | 〈My Lucky Day〉             | 4:01      |
| 3.  | 〈Working on a Dream〉       | 3:30      |
| 4.  | 〈Queen of the Supermarket〉 | 4:40      |
| 5.  | 〈What Love Can Do〉         | 2:57      |
| 6.  | 〈This Life〉                | 4:30      |
| 7.  | 〈Good Eye〉                 | 3:01      |
| 8.  | 〈Tomorrow Never Knows〉     | 2:14      |
| 9.  | 〈Life Itself〉              | 4:00      |
| 10. | 〈Kingdom of Days〉          | 4:02      |
| 11. | 〈Surprise, Surprise〉       | 3:24      |
| 12. | 〈The Last Carnival〉        | 3:11      |

| #   | 제목             | 재생 시간 |
| --- | ---------------- | --------- |
| 13. | 〈The Wrestler〉 | 8:00      |

## 인증
| 국가                                                  | 인증        | 판매량/출하량 |
| ----------------------------------------------------- | ----------- | ------------- |
| 오스트리아 (IFPI 오스트리아)                          | 골드        | 10,000*       |
| 벨기에 (BEA)                                          | 골드        | 15,000*       |
| 캐나다 (뮤직 캐나다)                                  | 플래티넘    | 80,000^       |
| 덴마크 (IFPI Danmark)                                 | 플래티넘    | 30,000^       |
| 핀란드 (Musiikkituottajat)                            | 골드        | 12,410        |
| 독일 (BVMI)                                           | 골드        | 100,000^      |
| 아일랜드 (IRMA)                                       | 2× 플래티넘 | 30,000^       |
| 이탈리아 (FIMI)                                       | 플래티넘    | 60,000*       |
| 네덜란드 (NVPI)                                       | 골드        | 30,000^       |
| 스페인 (PROMUSICAE)                                   | 플래티넘    | 80,000^       |
| 스웨덴 (GLF)                                          | 플래티넘    | 40,000^       |
| 스위스 (IFPI 스위스)                                  | 골드        | 15,000^       |
| 영국 (BPI)                                            | 골드        | 100,000*      |
| 미국 (RIAA)                                           | 골드        | 500,000^      |
| *판매량을 기반으로 한 인증 ^출하량을 기반으로 한 인증 |             |               |